# Нелсон Лагун (Аљаска)
Нелсон Лагун (енгл. Nelson Lagoon) насељено је место без административног статуса у америчкој савезној држави Аљаска.

## Демографија
По попису из 2010. године број становника је 52, што је 31 (-37,3%) становника мање него 2000. године.
| Група             | 2000.      | 2010.      |
| Белци             | 11 (13,3%) | 10 (19,2%) |
| Афроамериканци    | 0 (0,0%)   | 0 (0,0%)   |
| Азијати           | 2 (2,4%)   | 1 (1,9%)   |
| Хиспаноамериканци | 0 (0,0%)   | 1 (1,9%)   |
| Укупно            | 83         | 52         |